# カム (機械要素)

カム

カム（cam）は運動の方向を変える機械要素である。
機械装置では、動きを伝える元になる側を原節、動きを伝えられて仕事をする側を従節と呼び、カムは原節にあたる。カムには直線的に往復運動するものと回転運動するものがあるが、どちらも、原節の形状と速度によって従節末端が動く時間と距離が決まる。この時の従節の動作を図形化したものをカム曲線と呼ぶ。カム曲線はカムプロフィール（カム自体の形状や輪郭）を示すものではない。
回転するカムは軸に取り付けられ、軸の回転角度に対応した曲面が形成されている。一般には、卵形に代表される円板カムと呼ばれる、中心から円周までの距離が一定でない板を回転する軸に取り付け、この板に接する物（板や棒）に周期的な運動を与える。
典型的かつ、代表的な例は、エンジンの吸排気バルブの開閉を行うカムで、エンジンの出力軸（クランクシャフト）から得た回転運動をバルブ開閉の往復運動に変換している。カムに追従させる部品が、カムフォロアである。
エンジンのカムシャフトのように、カムとタペット（バルブリフター）の接触面で金属同士が高速で擦れ合うような場合はエンジンオイルで十分に潤滑され、さらに、カムの表面が摩耗しにくいようチル処理や硬い金属によるコーティングなどが施してある。

## 種類
カムの形状は大別すると平面カムと立体カムに分けられ、下記の種類がある。
- 平面カム
  - 板カム（周縁カム）
  - 正面カム（溝カム）

- 立体カム
  - 円筒カム
  - 斜板カム
  - 端面カム
  - 球面カム

なお、ばね、重力などによらず、カムの輪郭に追従して動作するものを確動カムという。